# Alessandro Leopardi
Alessandro Leopardi (* um 1466 in Venedig; † um 1523 ebenda) war ein italienischer Architekt, Bildhauer, Ingenieur und Goldschmied.

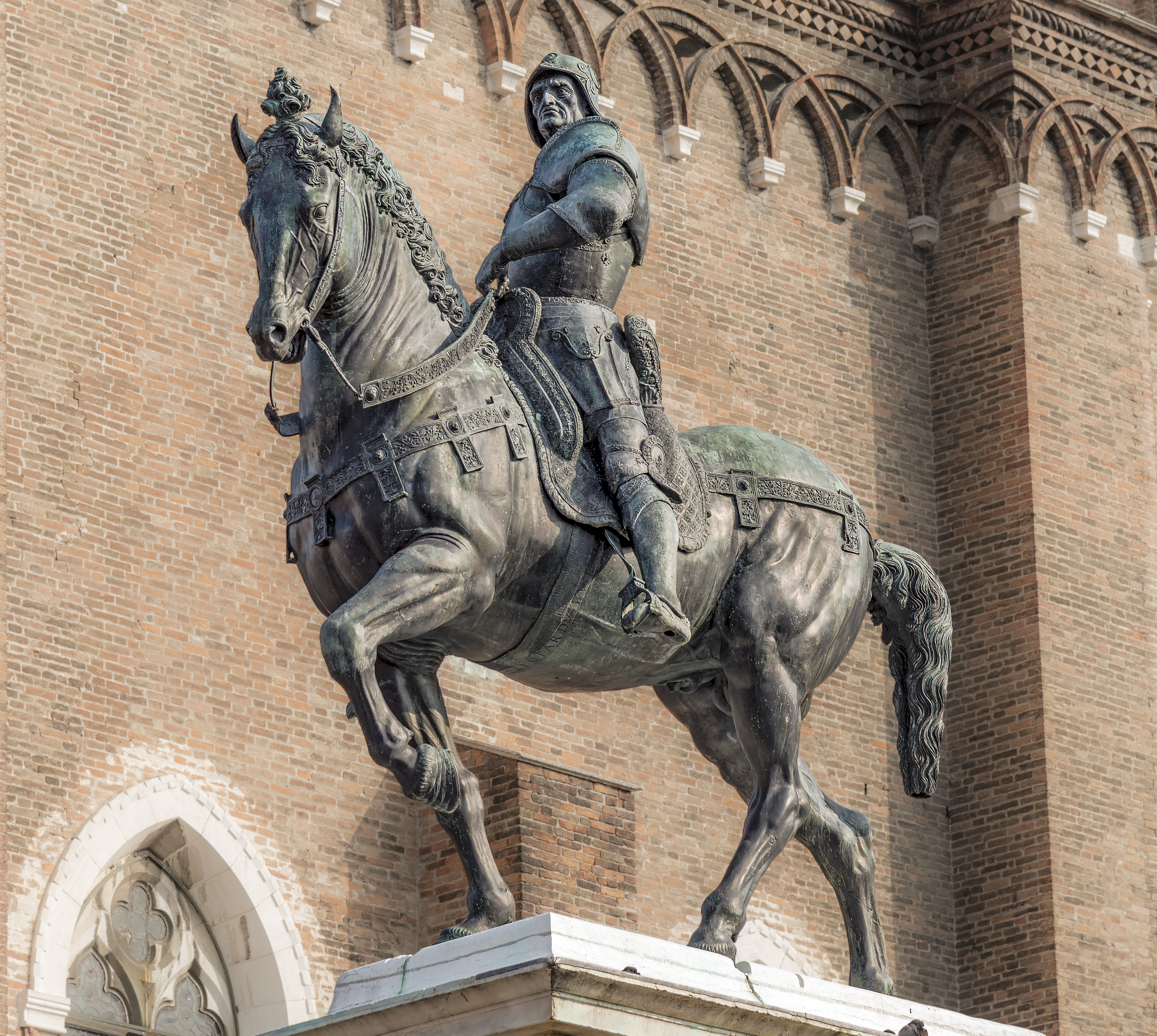
Bartolomeo Colleoni von Andrea del Verrocchio

Leopardi arbeitete zunächst an der Münze und wandte sich dann dem Bronzeguss zu. 1492 goss er das riesige Reiterstandbild Bartolomeo Colleonis von Andrea del Verrocchio. Später arbeitete er mit Antonio Lombardo am Grabmal des Kardinals Zeno in San Marco (1503–04) und schuf die reichverzierten Bronzesockel für die Fahnenmasten am Markusplatz. Leopardis Hauptwerk ist die Basilika Santa Giustina in Padua, die erst nach seinem Tod vollendet wurde.

## Werke (Auswahl)

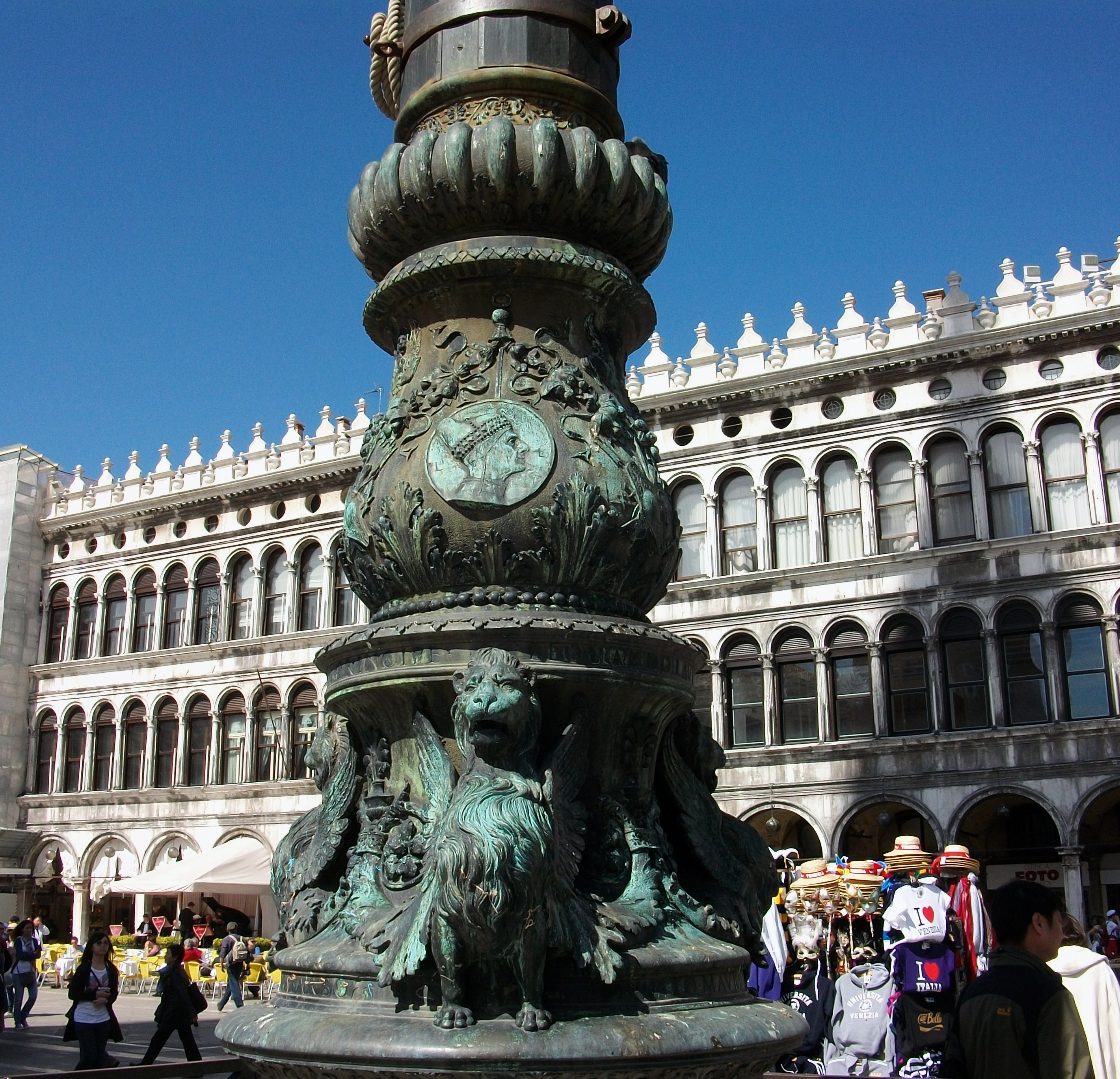
Basis des mittleren Fahnenmastes vor dem Markusdom; Medaillon mit dem Porträt des Dogen Leonardo Loredan

- Grabmal des Dogen Andrea Vendramin
- Grabmal des Kardinal Giovanni Battista Zeno
- Sockel der drei Fahnenmasten vor dem Markusdom, 1505–1506